# Max Tegmark
Max Tegmark (né le 5 mai 1967 à Stockholm) est un cosmologiste et chercheur en apprentissage automatique d'origine suédoise. Il dirige le Future of Life Institute et est professeur au MIT.

## Travaux
Il est à la base de nombreux projets d'étude du fond diffus cosmologique comme COBE, WMAP ou Sloan Digital Sky Survey. Il est aussi l'auteur de l'hypothèse de l'univers mathématique, une théorie du tout dont le postulat est tout objet mathématique a une existence physique qui s'inscrit dans sa démarche de catégorisation des différentes théories de multivers

« Si l'hypothèse du monde mathématique est vraie, c'est une grande nouvelle pour la science, car s'offre alors la possibilité d'une élégante unification des mathématiques et de la physique, nous conduisant à comprendre la réalité plus profondément qu'on ne l'a jamais espéré. Je pense que la théorie d'un univers multiple mathématique est la meilleure théorie que nous pouvons souhaiter. »

— Max Tegmark.

## Vie privée
Il a été marié à Angelica de Oliveira-Costa, également chercheuse dans le même domaine, et est le fils du mathématicien Harold S. Shapiro.

## Ouvrages

### Ouvrages en anglais
- (en) Max Tegmark, Our Mathematical Universe : My Quest for the Ultimate Nature of Reality, Knopf, 2014, 421 p. (ISBN 978-0307599803)
- (en) Max Tegmark, Life 3. 0 : Being Human in the Age of Artificial Intelligence, Allen Lane, 2017, 384 p. (ISBN 978-1-101-94659-6)

### Traductions en français
- Max Tegmark (trad. Benoît Clenet), Notre univers mathématique : En quête de la nature ultime du Réel, Dunod, 2014, 504 p. (ISBN 978-2-10-071193-2, présentation en ligne)
Max Tegmark (trad. Benoît Clenet), Notre univers mathématique : En quête de la nature ultime du Réel, Ekho, 2018, poche (EAN 978-2-10-077981-9)
- Max Tegmark, La vie 3.0 : Être humain à l'ère de l'intelligence artificielle, Dunod, 2018, 448 p. (ISBN 978-2100741380)